# Güroluk, Çamlıhemşin
Güroluk là một xã thuộc huyện Çamlıhemşin, tỉnh Rize, Thổ Nhĩ Kỳ. Dân số thời điểm năm 2010 là 93 người.